# توسعه منطقه‌ای

## توسعه منطقه‌ای
توسعه منطقه‌ای به برنامه‌ریزی نه به مفهوم توسعه در سطح ملی که شامل برنامه‌های توسعه پنج ساله یا چند ساله برای تمام یک سرزمین و نه به مفهوم برنامه‌ریزی بخشی و محلی که فقط به مسایل و پتانسیل‌های یک روستا یا بخش یا شهرستان و استان بدون توجه با سایر نواحی انجام می‌شود، بلکه به این مفهوم که چگونه می‌توان برای یک منطقه که ممکن است شامل چند شهر بزرگ در یک منطقه یا چند استان یا ایالت، برنامه‌ریزی داشت تا در سطح ملی و جهانی به برتری‌های نسبی مورد نظر مسئولین و سیاستمدارن آن منطقه نایل شد و در این میان از توازن در پیشرفت و رشد آن منطقه به صورت همگن بهره‌مند شد.
تئوریهای توسعه منطقه‌ای عمدتاً ریشه در سه شاخه علمی علوم منطقه‌ای، اقتصاد منطقه‌ای و جغرافیای تئوریکی دارند.

## برنامه ریزی منطقه‌ای در ایران
با توجه به گذشت بیش از پنجاه سال از عمر برنامه‌ریزی در ایران و علی‌رغم تجربه‌ای نسبتاً طولانی در این دوران، نگاه بخشی بر نظام برنامه‌ریزی ایران غالب بوده‌است تا جایی که کشور ایران دچار عدم تعادل‌های منطقه‌ای بالایی در جغرافیای خود به ویژه در میان بخش شهری و روستایی بوده‌است.
یکی از دلایل این مسئله را می‌توان به عدم توجه لازم سیاستگذاران و برنامه ریزان سطح ملی و بخشی به ابعاد فضایی و منطقه‌ای دانست.
اگر چه در برنامه‌های پنج ساله سال‌های بعد از انقلاب ۵۷ ایران به ادعای مسئولین نگاهی به برنامه‌های توسعه منطقه‌ای شده‌است اما این برنامه‌ها از تأثیر لازم برخوردار نبوده‌اند.
چنانچه می‌بینیم که برنامه سوم و چهارم توسعه کشور ایران، سیاست‌های جدی تری برای تمرکز زدایی در امر برنامه‌ریزی و تصمیم گیری اتخاذ شده‌است و عزم جدی تری را بر توسعه منطقه‌ای نشان می‌دهد.

## تاریخچه برنامه ریزی منطقه‌ای
دیدگاه‌های توسعه منطقه‌ای و مدل‌های مطرح شده در این حوزه به اوایل قرن بیستم باز می‌گردد؛ اما از دهه ۱۹۶۰ به بعد است که اکثر کشورها به نوعی از برنامه‌ریزی منطقه‌ای برای دستیابی به توسعه متعادل، کاهش شکاف توسعه درسطح کشور، توسعه مناطق عقب مانده و کاهش اختلاف طبقات اجتماعی دست زده‌اند. این برنامه‌ها عموماً فاقد استراتژی جامع و دارای پیوند با برنامه‌های ملی بوده‌اند؛ به طوری که در مواردی صرفاً به تعیین مکان سرمایه‌گذاری در درون یک بخش پرداخته‌اند.
نمونه اینگونه برنامه‌ها و سیاست‌ها را در تشویق و ترغیب صنایع به استقرار در نواحی فراتر از پایتخت یا مادر شهرها، مکان یابی مناسب برای مراکز بازار، توزیع بهینه تسهیلات اعتباری و گسترش شبکه راه‌ها در یک منطقه به منظور شتاب به توسعه کشاورزی جستجو کرد.
توسعه منطقه ای در سوئیس
در کشور سوئیس استانداری در این راستا کار می‌کند تا صنایع منطقه‌ای رشد کنند و رشدی ایجاد شود که برای اقتصاد، انسان و محیط زیست مثبت باشد؛ به گونه‌ای که این تلاش‌ها باید در راستای کمک به یک توسعه سازنده در امروز و در آینده دورتر نیز باشد. در سوئیس هدف از توسعه منطقه‌ای این است که بازارهای کار به شکل کارآمد و با خدمات خوب در سراسر استان‌ها ایجاد شود. دولت دارای مسئولیت فراگیر در این زمینه است و وظیفه استانداری این است که تصمیم‌های دولت را بکار ببندد و اجرا کند؛ همچنین همه فعالیت‌های دولتی را در سطح منطقه‌ای نیز هماهنگ کند. منظور از توسعه منطقه‌ای تنها مربوط به تأسیس شرکت‌های جدید و توسعه صنایع نیست. منظور از این موضوع توسعه مناطق روستائی، ارتباطات، زیرساخت "آی- تی"، محیط زیستی و دیداری، فرهنگ و آیین، پژوهش و آموزش، محیط زیست و طبیعت، هم پیوستگی و برابری مردم، بهداشت همگانی و بسیاری مسائل دیگر است. توسعه یک استان تا اندازه‌ای بستگی به این دارد که در صنایع، کمون‌ها و عرصه‌های دولتی آن استان چه می‌گذرد. برای تأثیرگذاری بر توسعه و افزایش رشد در هر استان یک "برنامه رشد منطقه‌ای" موسوم به "آر- تی- پی" و یک "برنامه توسعه منطقه‌ای" موسوم به "آر- او- پی" وجود دارد. در برخی استان‌ها "ارگان هماهنگ کننده" مسئولیت این برنامه‌ها را بر عهده دارد، ولی استانداری نیز در راستای هماهنگی فعالیت‌های ادارات دولتی همکاری می‌کند. در سوییس استانداری‌ها شرایط و ویژگی‌های رشد منطقه‌ای را بیان تا یک استراتژی و دستور کار پیشنهاد شود که بتوان بر اساس آن از امکانات و توانمندی‌های موجود در استان بهره‌برداری کرد و با خطرات و ضعف‌ها رویاروئی کرد. استانداری‌ها توسعه استان را از راه اندازه‌گیری‌ها، تجزیه و تحلیل‌ها و گزارش‌ها پیگیری می‌کنند و مسئولیت جمع‌بندی و انتشار اطلاعات درباره توسعه استان را نیز دارند. استانداری با بسیاری از دست اندرکاران که در زمینه رشد منطقه‌ای، کشوری و بین‌المللی مسئولیت دارند همکاری می‌کند.

## تأسیس صندوق توسعه منطقه‌ای
بانک جهانی با همکاری بانک توسعه اسلامی یک صندوق توسعه منطقه‌ای با سرمایه یک میلیارد دلاری تأسیس کرده‌است.
صندوق توسعه همکاری مشترک منطقه ایی با هدف کاهش فاصله زیرساخت در منطقه خاورمیانه و شمال آفریقا ایجاد شده‌است. این اقدام با هدف ورود سرمایه‌گذاری بخش خصوصی برای کمک به کشورهایی مانند مصر، مراکش، اردن یا تونس برای اجرای پروژه‌های زیربنایی حیاتی انجام شده که به نوبه خود افزایش رقابت پذیری و اشتغال‌زایی را به همراه خواهد داشت.

## توسعه منطقه‌ای، مأموریت اصلی پارک‌های علم و فناوری
پارک‌های علم و فناوری قریب سه دهه است که مورد توجه اندیشمندان و برنامه‌ریزی جوامع قرار گرفته‌اند.
امروزه پارک‌های علم و فناوری در توسعه منطقه‌ای، به عنوان یک زیر ساخت توسعه دانایی محور محسوب می‌شوند. اهمیت جایگاه و مأموریت‌های این پارک‌ها با مطالعه و مرور مؤلفه‌های اقتصاد دانایی محور و زیر ساخت‌های لازم برای رشد و توسعه این حوزه از اقتصاد، بیشتر مشخص می‌شود.

## وظایف دولت ایران در بحث توسعه منطقه‌ای
مجلس شورای اسلامی ایران تکالیف دولت در زمینه توسعه منطقه‌ای را در برنامه پنجم توسعه کشور به شرح ذیل مشخص کرده‌است.
«در راستای تحقق اصل ۴۸ قانون اساسی، سیاست‌های کلی و جهت حصول به اهداف چشم‌انداز و به منظور استفاده متوازن از امکانات کشور و توزیع عادلانه و رفع تبعیض و ارتقای سطح مناطق کمتر توسعه یافته و تحقق پیشرفت و عدالت، دولت مکلف است در توزیع منابع عمومی و یارانه سود تسهیلات به نحوی عمل نماید که فاصله شاخص برخورداری شهرستان‌های با کمتر از سطح متوسط کشور در پایان برنامه چهارم در بخش‌های اقتصادی، اجتماعی، فرهنگی، زیربنایی و امنیتی در هر سال برنامه حداقل ۱۰ درصد به سطح یاد شده نزدیک شود».
و همچنین مقرر شده‌است تا معادل ۲ درصد از اعتبارات بودجه عمومی دولت در قالب بودجه سنواتی در اختیار معاونت برنامه ریزی و امور راهبردی رئیس جمهور قرار گیرد تا در راستای تحقق اهداف فوق توزیع و هزینه شود.

## آمایش سرزمین، زیربنای توسعه
در کشور ایران برنامه‌ریزی برای توسعه به دو دهه پیش از انقلاب سال ۵۷ برمی گردد. در سال‌های ابتدایی توجه چندانی به توسعه همه‌جانبه و مناطق دور افتاده نمی‌شد؛ پس از پیروزی انقلاب اسلامی به دلیل پشتوانه ایدئولوژیک انقلابیون در شعار بسط عدالت اجتماعی که از شعارها و آرمان‌های انقلاب مطرح شده بود و تأکیدات ویژه رهبران جمهوری اسلامی بر آن، تلاش برای محرومیت زدایی و توسعه مناطق محروم و دور افتاده کشور در دستور کار نظام جمهوری اسلامی قرار گرفت.
در پی آن شعارها نهادهایی مانند جهاد سازندگی، نهضت سوادآموزی، بنیاد مسکن انقلاب اسلامی و نهادهایی از این دست توسط مردم ایران بنیان نهاده شد.
پس از پایان جنگ ایران و عراق، دولت وقت با شعار سازندگی و توسعه سعی کرد تا در برنامه‌های پنج ساله دوم و سوم به انحاء مختلف به مقوله برنامه‌ریزی منطقه‌ای توجه کند. این اقدامات در برنامه‌های چهارم و پنجم توسعه کشور ایران نیز ادامه یافت؛
با این حال می‌توان بیان کرد عوامل و نکاتی که موجب توسعه نامتوازن و ناکارآمدی آن برنامه‌ها می‌باشد شامل نکات زیر است.
1. عدم توجه به نقش مردم در توسعه
2. تعهد دولت به تصدی و اجرا
3. عوارض فرهنگی ناشی از جابجایی گسترده و سریع جمعیت
4. نداشتن اولویت و تمرکز در برنامه‌های توسعه
5. فقدان نگاه زنجیره‌ای به برنامه‌های اقتصادی توسعه[۵][نیازمند یادکرد دقیق]

## کانون‌های تحلیل‌گر منطقه‌ای: مغزافزار توسعهٔ استانی
حضور مراکز تحلیل‌گر بومی (مانند اندیشکده توسعه منطقه‌ای ) در هر منطقه که آشنایی با بوم و منطقهٔ زیست خود با مسایل تحلیل‌گری، ادبیات علمی روز و با تجارب سایر کشورها آشنایی دارند، یک ضرورت اجتناب‌ناپذیر برای توفیق در برنامه‌ریزی منطقه‌ای در سطح استان‌ها و شهرستان‌ها است. فقر جدی ادبیات علمی روز در سطح استان‌ها و تأخیر قابل ملاحظه در انتقال و سرریز دانش و تجارب مدیریتی از مرکز به سطح شهرستان‌ها، از جمله مسایلی است که لزوم تأسیس کانون‌های تفکر روزآمد را ضروری کرده‌است. این مراکز مدل‌های متناسب با منطقه و فضای موجود استان‌و شهرستان‌ها را تحلیل می‌کنند.
بِکربودن فضای کاری در مناطق، فرصت‌های متعدد کاری و نیز ظرفیت خالی توسعه در استان‌ها و شهرستان‌ها، فرصتی مناسب برای حضور جوانان دغدغه‌مند، صبور، جهادگر و تحلیل‌گر در این عرصه است. در مورد بسیاری از موضوعات در حوزه‌های اجتماعی، صنعتی، اقتصادی، کشاورزی، گردش‌گری و... در سطح استان‌ها، اساساً تأملی صورت نگرفته‌است یا دست‌کم یک تحلیل مشترک از صورت مسئله برای حل آن وجود ندارد و در برخی مواقع نیز حتی کشف مسئله یا راه‌حل مناسب برای آن به شکل صحیح انجام نشده‌است؛ که این‌همه فرصتی برای حضور یک کانون تحلیل‌گری منطقه‌ای توان‌مند است.

## جستارها
1. پارک‌های علم و فناوری
2. جهاد سازندگی
3. توسعه کشاورزی
4. معاونت برنامه‌ریزی و امور راهبردی
5. گردشگری روستایی
6. ایتان

## یادکرد
- کلانتری، خلیل (۱۳۸۱). برنامه ریزی و توسعه منطقه‌ای، تئوریها و تکنیکها. خوشبین. شابک ۹۶۴-۷۱۹۴-۱۳-۷.